# 여자만이 울어야하나
"여자만이 울어야하나"는 한국에서 제작된 김영식 감독의 1965년 영화이다. 김진규 등이 주연으로 출연하였고 우기동 등이 제작에 참여하였다.

## 출연

### 주연
- 김진규
- 문정숙
- 태현실

## 기타
- 조명: 장기종
- 미술: 홍성칠